# Slåttmossen
Slåttmossen est un marais à Helsinki et Vantaa en Finlande,.

## Présentation
Le marais est situé au nord de la Porvoonväylä.
La partie du marais du côté de Vantaa fait partie du quartier de Vaarala et la zone du côté d'Helsinki fait partie du quartier de Jakomäki dans le district de Suurmetsä.
Slåttmossen est la seule tourbière ombrotrophe d'Helsinki est un ancien marécage surélevé qui a presque atteint son stade final de développement naturel. 
La zone marécageuse à une superficie de près de 30 hectares, 10 ha de  se trouvent à Helsinki et le reste du côté de Vantaa. 
De la partie d'Helsinki, 7,4 ha ont été protégés en 1995.
La suoerficie initiale de Slåttmossen de 60 hectares s'est réduite à cinq hectares en raison de la construction urbaine, et de plus, quelques fossés drainent le marais. Certains des fossés ont maintenant été endigués et des plans de restauration ont été élaborés pour restaurer le marais des côtés d'Helsinki et de Vantaa. 
Un sentier de randonnée de 700 mètres de long entouré  des ronces et de haut arbres a été construit sur le marais en 1998. 
La végétation est composée, entre autres, par la linaigrette engainée, la canneberge à gros fruits, la camarine noire, l'andromède et la droséra à feuilles rondes.
L'été, les fleurs du lédon des marais et de la callune ajoutent également de la couleur et du parfum. Les espèces de papillons et d'insectes du marais sont également représentatives,.

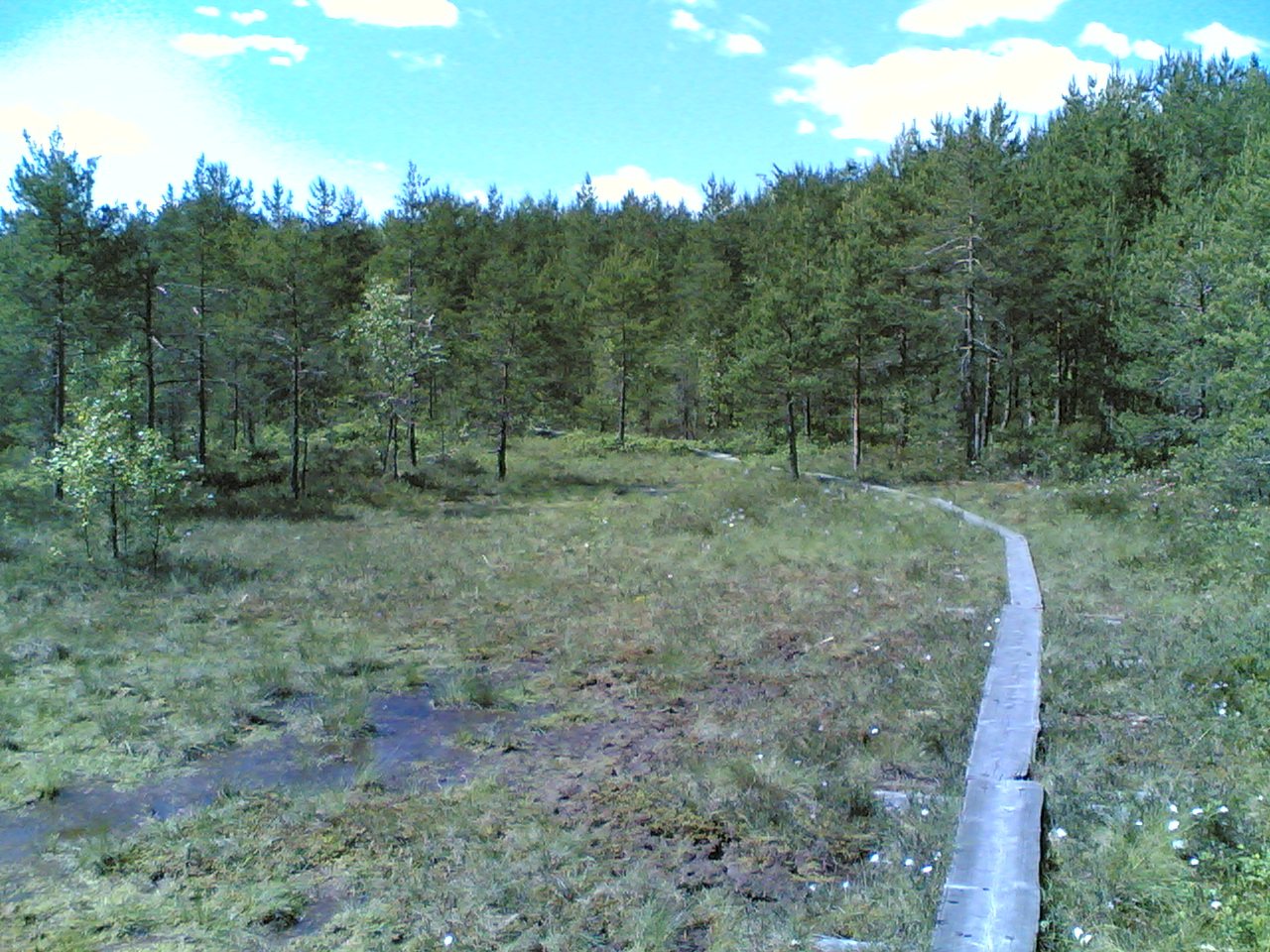